# Cliff Parisi
Cliff Parisi, född 24 maj 1960 i London, är en brittisk skådespelare. Parisi är känd för sina roller i serier som Doktor Bramwell, Eastenders och Barnmorskan i East End. 

## Filmografi i urval
- 1990 – A Bit of Fry and Laurie (TV-serie)
- 1993 – Majs ljuva knoppar (TV-serie)
- 1993 – En karl i huset (TV-serie)
- 1995–1996 – Doktor Bramwell (TV-serie)
- 1997 – Mannen som visste för lite
- 1997 – Helgonet
- 1998–1999 – Kiss me Kate (TV-serie)
- 2001 – From Hell
- 2002–2010 – Eastenders (TV-serie)
- 2003 – The Bill (TV-serie)
- 2011 – Morden i Midsomer (TV-serie)
- 2012 – Hustle (TV-serie)
- 2012–  – Barnmorskan i East End (TV-serie)